# Gustaw Wolff
Kazimierz Gustaw Wolff, ps. lit. Profanus, (ur. 12 grudnia 1872 w Warszawie, zm. 28 listopada 1951 w Krakowie) – polski księgarz i wydawca, współwłaściciel firmy wydawniczej Gebethner i Wolff, pierwszy prezes Powszechnego Związku Księgarzy i Wydawców Polskich; działacz oświatowy i poliglota; tłumacz poezji i tekstów do utworów muzycznych (gł. z literatury niemieckiej i angielskiej).

## Życiorys
Syn Augusta Roberta Wolffa, współzałożyciela firmy, brat Józefa Augusta. Na Ogólnopolskim Zjeździe Księgarzy i Wydawców w Lublinie (który odbył się w dniach 3–5 sierpnia 1918 roku i na którym doszło do zjednoczenia związków dzielnicowych), wybrany na pierwszego przewodniczącego zarządu nowego zjednoczonego Powszechnego Związku Księgarzy i Wydawców Polskich.
Po ustąpieniu z firmy zajął się pracą literacką i przełożył na język polski z różnych języków wiele tekstów wokalnych do muzyki znanych kompozytorów. Początkowo swoje przekłady wydawał anonimowo pod pseudonimem Profanus. Autor przekładu na język polski m.in. takich utworów jak: Intermezzo liryczne: (1822–1823) autorstwa Heinricha Heinego (tł. pod ps. Profanus, wyd. z 1927), Arii Agaty z II aktu opery Wolny strzelec autorstwa Carla Marii von Webera (wyd. pośm. z 1958) i poezji Johna Keatsa.
Utrzymywał bliskie stosunki ze Stefanem Żeromskim (jako świadectwo ich znajomości zachowały się listy).
W 1898 roku w Warszawie poślubił Marię Romiszewską (1870–1918), córkę generała armii carskiej Władysława Romiszewskiego i Anny z Dżakelich. Miał z nią troje dzieci: Adama (1899–1984), Jadwigę (ur. 1901) i Marię (ur. 1904).

## Ordery i odznaczenia
- Krzyż Oficerski Orderu Odrodzenia Polski (10 listopada 1933)[13]
- Srebrny Wawrzyn Akademicki (5 listopada 1935)[14]